# Af Ström
af Ström är en svensk adlig ätt, som går ut från skogsmannen Israel Ström,  adlad af Ström (1776–1856). Han adlades 1833 efter § 37 i Regeringsformen 1809, vilket innebär att endast huvudmannen är adlig. Israel af Ström introducerades på Riddarhuset samma år under nummer 2308.  Ätten fortlever och 2019 var det 5 personer som tillhörde ätten.

## Personer ur ätten
- Ingrid af Ström (1904–1982), journalist, modekonsult och konstnär
- Israel af Ström (1778–1856), skogsman
- Israel af Ström (1821–1904), förste hovjägmästare
- Nils af Ström  (1903-1971), målare